# Episódio do tubarão
Episódio do tubarão, também conhecido como incidente do mudshark, foi como ficou conhecido um suposto escândalo que teve lugar no Edgewater Inn, em Seattle, Washington, em 28 de julho de 1969, envolvendo Richard Cole, gerente de turnês da banda britânica de rock Led Zeppelin, e os membros da banda americana de rock psicodélico Vanilla Fudge. As bandas estavam na cidade para sua aparição no Seattle Pop Festival no Gold Creek Park em 27 de julho de 1969, e permanecerem no Edgewater Inn. Este hotel, hoje conhecido como o Edgewater Hotel, situa-se na Baía de Elliott, e na época permitia que seus convidados pescassem diretamente de suas janelas no quarto.

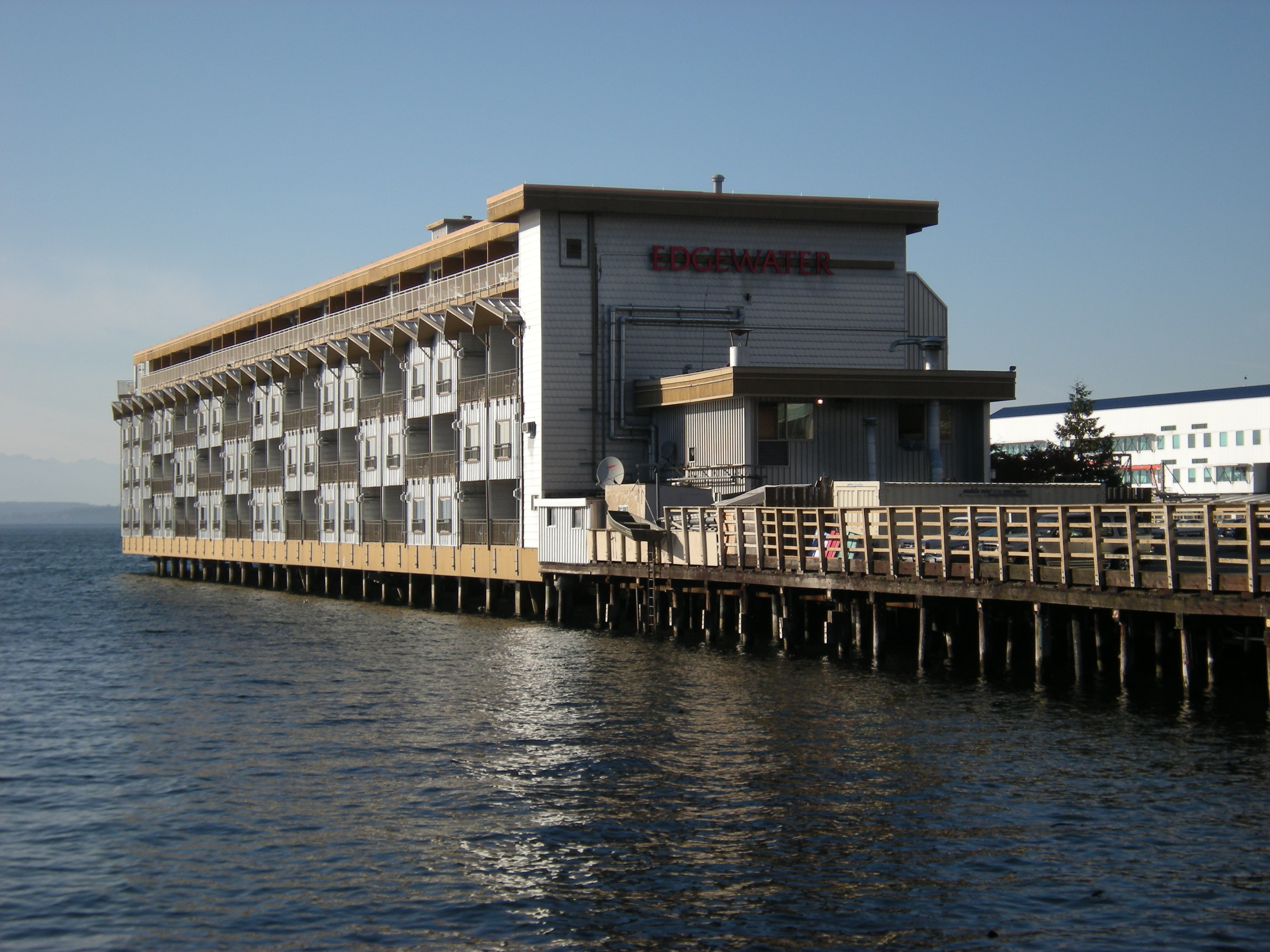
O Edgewater Hotel na Baía de Elliott. Os hóspedes eram autorizados a pescar a partir das janelas.

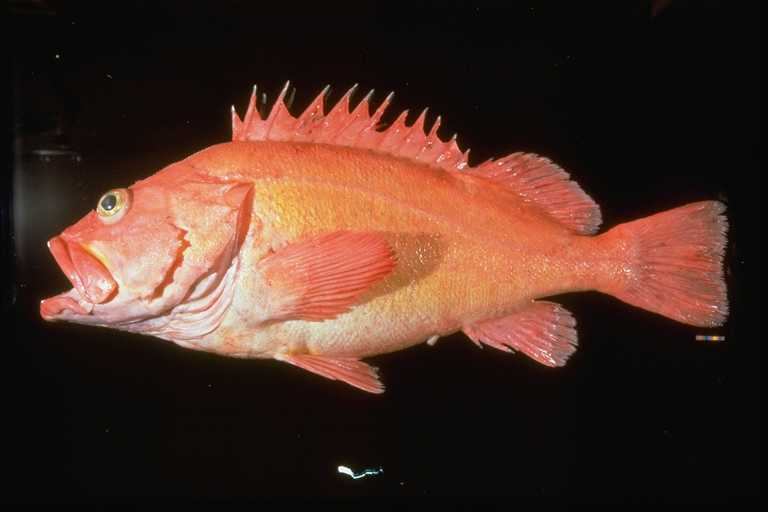
Um Sebastes ruberrimus... conhecido na área de Seattle como um cioba.

O episódio do tubarão é acusado de ter envolvido algum tipo de ato sexual com um peixe. No entanto, existem muitas variações sobre a história, todos envolvendo um ou alguns dos membros das bandas, bem como variações do tipo de peixe (muitas vezes afirmavam ser um tubarão, um mudshark, tubarão cachorro, ou kuhliidae), e da natureza dos atos praticados.
O jornalista de rock Stephen Davis, em sua biografia do Led Zeppelin, Hammer of the Gods, forneceu o seguinte relato do evento:
Uma garota, uma bela e jovem groupie com cabelo vermelho, foi despido e amarrada à cama. De acordo com a lenda do episódio do tubarão, os integrantes do Led Zeppelin, em seguida, começaram a encher pedaços de tubarão em sua vagina e reto.
Davis observa que o gerente de turnês do Led Zeppelin, Richard Cole, contestou esta versão, e cita essa variação:
'' Não foi Bonzo, foi eu. Não eram partes de um tubarão de qualquer maneira: Era o nariz que foi colocado dentro, pegamos um monte de tubarões grandes, pelo menos duas dúzias, presos em cabides através das brânquias e os deixamos no armário... Mas a verdadeira história do tubarão era que não era mesmo um tubarão. Foi uma cioba e a garota passou a ser fudida com um gengibre na boceta. E essa é a verdade. Bonzo estava no quarto, mas eu fiz isso. Mark Stein [do Vanilla Fudge] filmou a coisa toda. E ela adorou. Era como, "Você gostaria de um pouco de porra, hein? Vamos ver como seu cioba gosta deste cioba!" Era isso. Foi o nariz do peixe, e que deve ter feito a garota gozar umas 20 vezes. Mas não foi nada malicioso ou prejudicial, de jeito nenhum! Ninguém ficou ferido.''
O cioba não é originário da Baía de Elliott, mas sim uma residente do Oceano Atlântico. No entanto, o Sebastes ruberrimus é conhecido localmente como cioba e é quase certo que este é o peixe que Cole se refere.
Cole elabora sobre esta versão em seu próprio livro, Stairway to Heaven: Led Zeppelin Uncensored. Ele explica que:
'' Boatos sobre a escapada se espalharam rapidamente. Circularam rumores de que a menina havia sido estuprada... que ela estava chorando histericamente... que ela implorou para eu parar... que ela tinha lutado para escapar... que um tubarão havia sido usado para penetrá-la. Nenhuma das histórias era verdade. ''
Além do comentário de Cole, nunca houve qualquer prova definitiva se este incidente realmente aconteceu. Muitos dos detalhes do evento supostos são contraditórias. Não apareceram fotografias ou filmes, nem declarações de testemunhas comprobatórias. Stein, desde então, alegou que ele deu as fitas Super 8 para o gerente de turnês Bruce Wayne, do Vanilla Fudge, e não sabe o que aconteceu com eles.

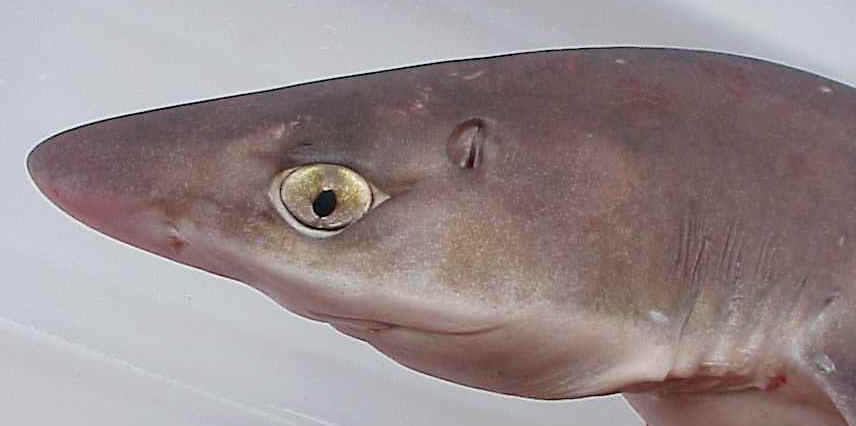
Um "mudshark".

Uma visita mais tarde, em 1973, resultou no banimento do Led Zeppelin no Edgewater Hotel. A banda e sua comitiva
capturaram cerca de 30 mudsharks e os deixaram debaixo das camas, nos armários, elevadores, corredores, banheiras e tudo sobre os seus quartos. Jogaram camas, televisores, colchões, candeeiros, cortinados, porcelana, e copos na Baía de Elliott.
No álbum Fillmore East – June 1971, de Frank Zappa / Mothers of Invention, os eventos acima descritos constituem a história da música "Mud Shark." Zappa ao ouvir a história pela primeira vez teria exclamado, incrédulo "vá em frente, vá se foder, ya boceta." Frank Zappa entrevistou Martin Tickman, que se descreve como o gerente, no lançamento de Zappa Playground Psychotics (também lançado em 1998 do Cheap Thrills), de 1992. Na entrevista, Zappa faz alusão ao incidente, perguntando se Tickman nunca ouviu falar ou encontrou "atividades sexuais bizarras com lula, polvo ou Mudsharks", mas Tickman mantém a calma, e não fornece nenhuma elaboração adicional sobre o incidente.